# Ringoire
Die Ringoire ist ein kleiner Fluss in Frankreich, der im Département Indre in der Region Centre-Val de Loire verläuft. Sie entspringt unter dem Namen Ruisseau des Fontaines im südlichen Gemeindegebiet von Brion, entwässert generell in südlicher Richtung und mündet nach rund 18 Kilometern an der Gemeindegrenze von Déols und Châteauroux als rechter Nebenfluss in die Indre. Die Ringoire wird auf ihrem gesamten Lauf von der Autobahn A20 begleitet und unterquert sie in ihrem Unterlauf.

## Orte am Fluss
(Reihenfolge in Fließrichtung)
- La Muleterie, Gemeinde Coings
- Coings
- Brassioux, Gemeinde Déols
- Déols
- Châteauroux